# 俄罗斯高考
国家统一考试（俄语：Единый Государственный Экзамен，ЕГЭ），通称俄罗斯高考，是俄罗斯中等教育机构内举行的考试。它既是俄罗斯中学的毕业考试，也是大学的入学考试。它的考试科目包括俄语、数学、外语（英语、法语、德语、汉语或西班牙语）、物理、化学、生物、地理、社会学、信息学。
ЕГЭ的组织由俄罗斯联邦教育和科学监督局与俄罗斯联邦主体的行政权力机构共同组织，在教育领域实施管理。

## 历史
2001年，在楚瓦什共和国、马里埃尔共和国、雅库特共和国以及萨马拉州和罗斯托夫州的八个学科中首次进行了引入ЕГЭ的试点。2002年，在全俄16个地区进行了统一国家考试的试点。2003年，试点覆盖了俄罗斯联邦的47个主体，2004年覆盖了俄罗斯的65个地区。2006年，俄罗斯79个地区约有95万名学生参加了ЕГЭ考试。2008年，各区域有100多万学生参加。在2001-2008年期间进行了专家审评的具体项目清单由每个区域自行确定。
ЕГЭ的想法由部长弗拉基米尔·菲利波夫提出。
2015年，数学考试分为基础和专业级别。对于那些不打算继续在高等教育机构学习以获得文凭或没有数学课程的大学入学考试的毕业生来说，基础数学是必不可少的。对于那些打算继续接受“数学”课程的大学入学考试的毕业生来说，提供专业水平是必要的。
2016年秋天，阿穆尔州的学生在全俄范围内通过了汉语考试。自2019年以来，俄罗斯联邦引入了汉语考试。

## 考试结构与内容
ЕГЭ的考试被称为测试和测量材料（КИМами），由俄罗斯联邦教育测量研究所开发。
大多数科目的考试分为三个部分：A、B、C。
A组包含考试任务，每个测试任务必须从四个选项中选择一个答案。
对于B组的每道题目，必须给出一个简短的答案，由一个或多个单词、字母或数字组成。A组和B组任务的答案将填入答题卡，并由计算机进行验证。
C组由一个或多个展开答案的题目组成（例如，需要解决一个问题，写一篇关于一个问题的论文，或者需要合理地回答一个问题）。C组任务的答案由地区考试委员会的专家评估，C组任务包含专家评估标准。

## 作弊行为
2015年国家统一考试中，共有211名考生因违纪作弊被取消考试资格，低于2014年的320人。除了替考、藏匿等常见的作弊手段，还有远东地区考生利用俄罗斯时区间差异，在考试结束后将试题发到网上，供欧洲地区的学生查看。此事甚至惊动了俄罗斯总理德米特里·梅德韦杰夫。